# Acacia dumosa
Acacia dumosa é uma espécie de leguminosa do gênero Acacia, pertencente à família Fabaceae.